# (11338) Schiele
(11338) Schiele (1996 TL9) – planetoida z pasa głównego asteroid okrążająca Słońce w ciągu 3,52 lat w średniej odległości 2,31 j.a. Odkryta 13 października 1996 roku.